# Jon Iñaki Aspiazu
Jon Iñaki Aspiazu San Emeterio (Bilbao, España, 5 de noviembre de 1962) es un exfutbolista español que se desempeñaba como centrocampista. Aunque previamente a jugar en el Athletic Club también lo hizo en el Bilbao Athletic, se formó como jugador en las categorías infantil y juvenil del Danok Bat en Bizkaia. Debutó en el Athletic Club el 19 de mayo de 1984.
Actualmente es el técnico ayudante de Ernesto Valverde. Se conocieron en su etapa como futbolistas del Sestao. Ha sido segundo entrenador de los equipos dirigidos por Ernesto como Bilbao Athletic, RCD Espanyol, Olympiacos FC (dos etapas), Valencia CF, Athletic Club (tres etapas) y FC Barcelona.
Sus únicas experiencias como primer entrenador han sido con el Amurrio Club, el Aurrera Vitoria y la Cultural Durango. En 2001 se incorporó al Athletic Club como ojeador.

## Clubes
| Club                         | País   | Año       |
| ---------------------------- | ------ | --------- |
| Bilbao Athletic              | España | 1979-1984 |
| Athletic Club                | España | 1983-1984 |
| Hércules C. F.               | España | 1984-1985 |
| Sestao S. C.                 | España | 1985-1987 |
| R. C. Deportivo de La Coruña | España | 1987-1992 |
| Sestao S. C.                 | España | 1992-1994 |
| Amurrio Club                 | España | 1994-1996 |